# La casa torcida
La casa torcida es una novela policíaca de la escritora británica Agatha Christie publicada en marzo de 1949.

## Argumento
Arístides Leónides, un multimillonario griego, se mudó a Inglaterra donde construyó la Casa Torcida, un palacete de curiosa estructura donde hospedó a toda su familia, desde sus hijos hasta sus nietos y sus sobrinos.
Sophia Leónides, su nieta, conquista el corazón de Charles, el hijo de un detective de Scotland Yard y cuando su abuelo es asesinado mediante una inyección de eserina por un miembro de la familia, pide a su novio que investigue el caso. Charles vivirá por y para el caso con el fin de casarse con su amada Sophia, y cuando ya creen que todo ha acabado, habrá un nuevo asesinato.
Así comienza una historia de secretos y misterios en el seno de una familia poderosa y cerrada. Al final de la novela, cuando el secreto más importante es desvelado, descubrimos que el asesino es uno de los personajes de quien menos lo podíamos esperar, lo que convierte a la novela en una obra maestra, excelente y llena de misterio, considerada por Agatha Christie su mejor obra.

## Personajes
- Lawrence Brown: Joven preceptor de los nietos de Arístides: Josephine y Eustace.
- Gaitskill: Abogado de la familia Leónides.
- Edith de Haviland: Anciana tía de los Leónides, hermana de la primera esposa de Arístides.
- Arthur Hayward: Comisario de policía de Scotland Yard y padre de Charles.
- Charles Hayward: Joven y sesudo diplomático, novio de Sophia Leónides y protagonista de La Casa Torcida.
- Lamb: Sargento de policía.
- Arístide Leónides: Anciano millonario y generoso jefe de la familia, que en su totalidad con él convive.
- Brenda Leónides: Joven y bella segunda esposa de Arístides.
- Clemency Leónides: Esposa de Roger Leónides, dedicada a investigaciones científicas en el instituto Lambert.
- Eustace Leónides: Nieto de Arístides e hijo de Philip y Magda.
- Josephine Leónides: Hermana de Eustace, muchacha de unos catorce años, fea y desgarbada, aunque sumamente espabilada.
- Philip Leónides: Segundo hijo de Arístides y padre de Sophia, Eustace y Josephine. Escritor de Historia.
- Magda Leónides: Mujer de Philip y nuera de Arístides. Bella y elegante, trabaja como actriz y suele ser algo pretenciosa.
- Roger Leónides: Hijo mayor de Arístides, gerente de una sociedad de abastecimientos.
- Sophia Leónides: Nieta mayor de Arístides e hija de Philip; novia de Charles Hayward. Bella y elegante muchacha, funcionaria del Ministerio de Asuntos Exteriores durante la guerra mundial.
- Nannie: Vieja y fiel criada de la familia Leónides.
- Taverner: Inspector de policía.

rodolfo poblete: reno,

## Adaptaciones
La novela fue adaptada para BBC Radio 4 en cuatro episodios semanales de 30 minutos que comenzaron a transmitirse el 29 de febrero de 2008. Protagonizada por Rory Kinnear (Charles Hayward), Anna Maxwell Martin (Sophia Leonides) y Phil Davis (Jefe Insp. Taverner). La obra de radio fue dramatizada por Joy Wilkinson y dirigida por Sam Hoyle. Posteriormente se publicó en CD. Esta versión eliminó el personaje de Eustace.
En 2017, se realizó una adaptación cinematográfica dirigida por Gilles Paquet-Brenner y protagonizada por Christina Hendricks, Gillian Anderson, Max Irons, Glenn Close, Julian Sands, Terence Stamp, Stefanie Martini y Christian McKay.